# Amtsgericht Schöneberg
Das Amtsgericht Schöneberg ist ein Gericht der ordentlichen Gerichtsbarkeit sowie eines von elf Amtsgerichten im Land Berlin.
Das Amtsgericht hat seinen Hauptsitz im denkmalgeschützten Gerichtsgebäude in der Grunewaldstraße 66/67 im Ortsteil Schöneberg und besitzt eine Zweigstelle in der Ringstraße 9 im Ortsteil Lichterfelde. Der Gerichtsbezirk (Zuständigkeit) umfasst den Bezirk Steglitz-Zehlendorf und den ehemaligen Bezirk Schöneberg (heutige Ortsteile Schöneberg und Friedenau). Nicht zuständig ist das Amtsgericht Schöneberg für die Ortsteile Tempelhof, Mariendorf, Marienfelde und Lichtenrade des Bezirks Tempelhof-Schöneberg.

## Geschichte
Das Gebäude wurde von 1901 bis 1906 nach Entwürfen Paul Thoemers und Rudolf Mönnichs in einer Kombination aus Jugendstil und Neobarock errichtet, die außerdem die Berliner Amtsgerichte Lichtenberg, Lichterfelde und das Pankow und Amtsgericht Wedding entworfen haben. Für den Bau samt einem angeschlossenen Gefängniskomplex für 70 Insassen wurden rund 590.000 Mark geplant. Der erste fertiggestellte Teil des Gebäudes (für die Zivilabteilungen) sollte Arbeitsplätze für bis zu 40 Richter bieten, zuerst wurden jedoch nur 26 Räume fertiggestellt. Die Baukosten lagen bei rund 994.000 Mark (kaufkraftbereinigt in heutiger Währung: rund 7,42 Millionen Euro).
Am 27. März 1949 wurde dem Amtsgericht Schöneberg infolge der Teilung Berlins die Zentralzuständigkeit für die West-Sektoren Berlins übertragen, die zuvor für ganz Berlin das im Sowjetischen Sektor liegende Amtsgericht Mitte innehatte.
Per 1. Oktober 1973 wurden die im Zuge der Neuordnung des Berliner Gerichtswesens von den Alliierten Ende Mai 1945 wieder eingerichteten Amtsgerichte Lichterfelde und Zehlendorf als selbstständige Einrichtungen aufgelöst und mit dem Amtsgericht Schöneberg verschmolzen.

## Zuständigkeit für Deutsche im Ausland seit den 1990er Jahren

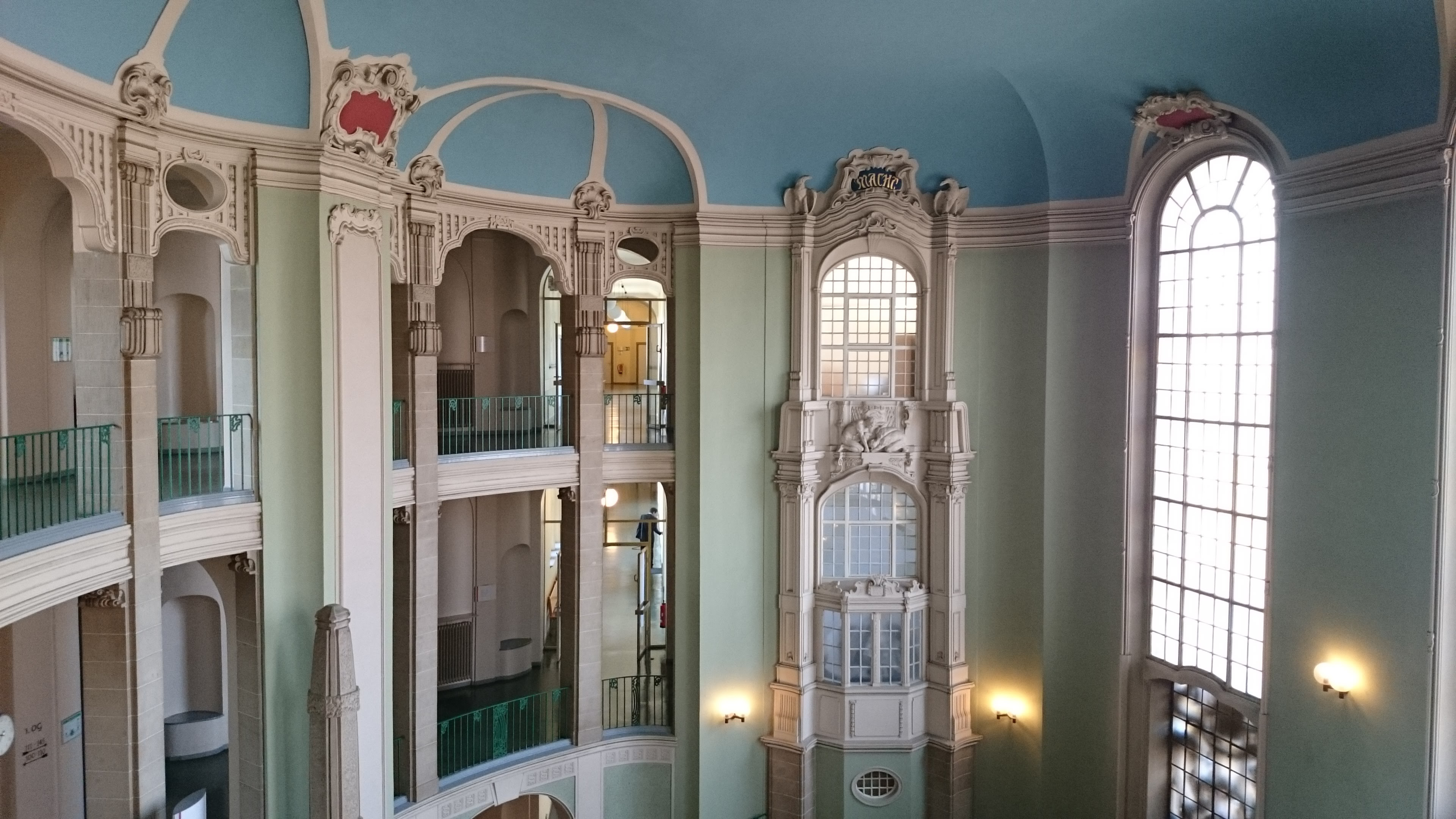
Innenansicht des Amtsgerichtes Schöneberg

Hat der Betroffene keinen Wohnsitz in Deutschland und ergibt sich aus völkerrechtlichen Verträgen die Zuständigkeit der deutschen Gerichte, weil der Betroffene die deutsche Staatsangehörigkeit hat, ist das Amtsgericht Schöneberg zuständig.
Dies ist insbesondere der Fall bei
- Diplomaten, Berufskonsuln und anderen Beamten einer deutschen Botschaft, die vor der Entsendung ins Ausland keinen Wohnsitz in Deutschland hatten (§ 15 ZPO);
- bestimmten Familiensachen: Ehesachen (§ 122 FamFG), Abstammungssachen (§ 170 FamFG), Adoptionssachen (§ 187 FamFG), Versorgungsausgleichssachen (§ 218 FamFG), sofern keine der Beteiligten einen Wohnsitz in Deutschland hat;
- Verfahren vor dem Betreuungsgericht (§ 272 FamFG sowie § 313 FamFG);
- Verfahren vor dem Nachlassgericht (§ 343 FamFG) sowie Todeserklärungen (§ 15a VerschG);
- Verfahren zur Vornamens- und Personenstandsänderung nach dem Transsexuellengesetz (§ 2 TSG).

Diese Zuständigkeit übernahm es 1949 als Folge der deutschen Teilung vom Landgericht Berlin.

## Übergeordnete Gerichte
Dem Amtsgericht Schöneberg ist das Landgericht Berlin übergeordnet. Zuständiges Oberlandesgericht ist das Kammergericht.

## Richter
- Louis Levin (1906 bis 1919)